# Syllepte cyclotypa
Syllepte cyclotypa là một loài bướm đêm trong họ Crambidae.